# Charles Wiggers
Charles Wiggers, född 10 oktober 1891, var en friidrottare från Belgien. Han deltog vid olympiska sommarspelen 1920.